# 謝米亞蒂切

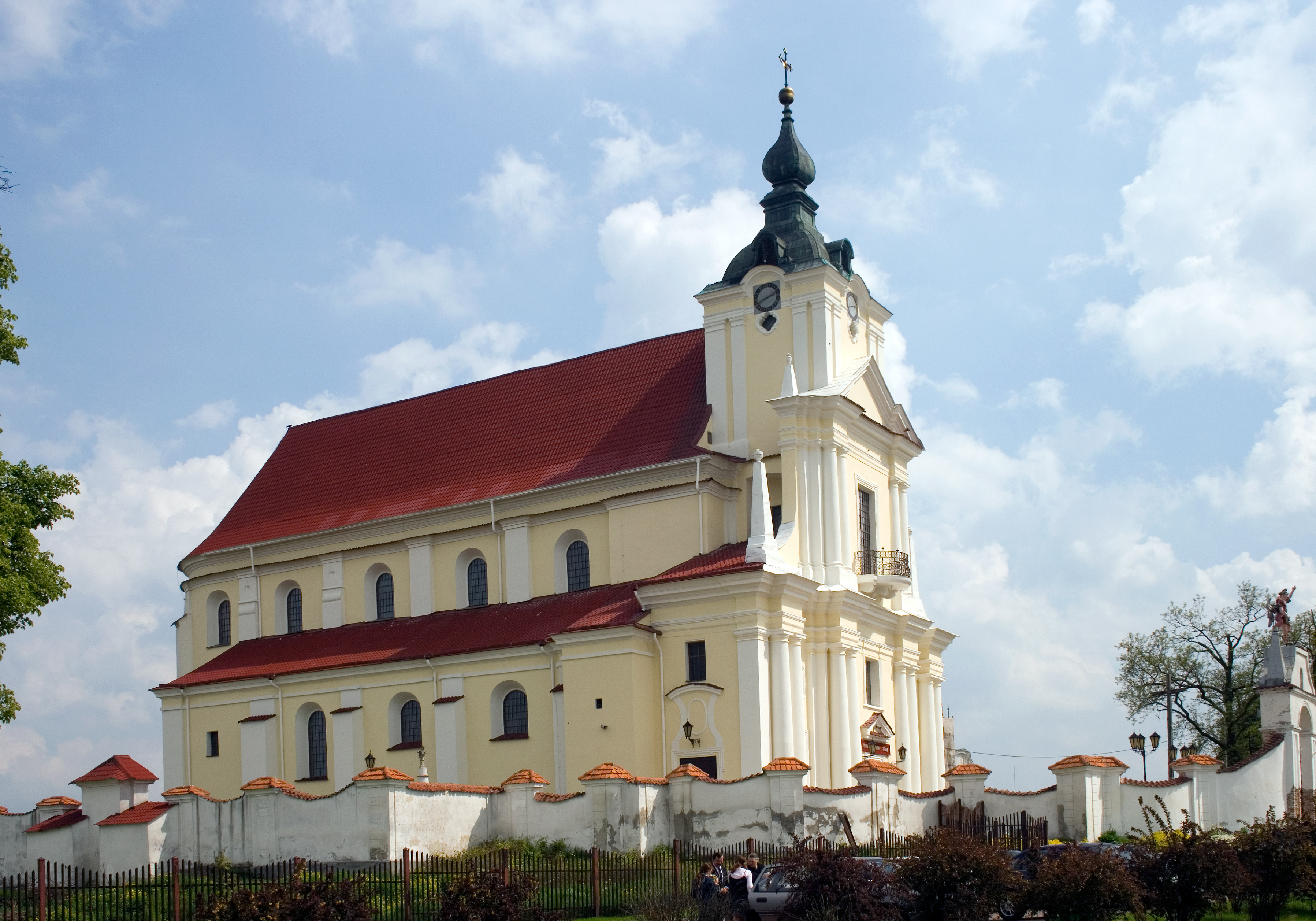

謝米亞蒂切是波蘭的城鎮，位於該國東部，距離謝德爾采64公里，由波德拉謝省負責管轄，始建於十五世紀，面積36.25平方公里，2006年人口15,169。
52°27′N 22°53′E / 52.450°N 22.883°E